# 河邑厚徳
河邑 厚徳（かわむら あつのり、1948年 - ）は、映像ジャーナリスト。元NHKプロデューサー。NHKエデュケーショナル所属。
元女子美術大学教授。

## 人物
NHKに入局以来、39年にわたって、現代史、芸術、科学、宗教などを切り口にドキュメンタリーを制作。現代の課題に独創的な方法論で斬り込み、テレビならではの画期的な問題提起をするスタイルが特徴。丁寧で幅広い取材に裏打ちされながら、アイデアを確実に映像で表現することを試みてきた。これまで制作してきた番組は、国内外の賞で入賞するなど、その独自の手法は評価を得ている。
1981年のドキュメンタリー「がん宣告」は、文化庁芸術祭参加作品として注目され、がんがまだ一般には告知されていなかった時代に、それを患者に告げ、末期医療をどう行ったかを映像で記録した貴重なドキュメンタリーとなった。その後、1990年代後半におこった地域通貨ブームを先導することになったのが、作家ミヒャエル・エンデが残したテープをもとに制作した「エンデの遺言〜根元からお金を問う〜」である。インターネットを使った新しいドキュメンタリー「地球法廷」の試みも当時のメディアに取り上げられたり、現代の新しい番組に生かされている。
現在はNHKエデュケーショナルに籍をおいて映像制作を続けながら、女子美術大学のアートデザイン表現学科で教鞭をとっている。

## 経歴
- 1948年 - 愛知県生まれ。東京大学法学部卒業。
- 1971年 - NHK入局。
- 1973年 - 「名古屋港24時」（前島密賞受賞）
- 1979年 - 「私の太平洋戦争〜昭和万葉集より〜」（文化庁芸術祭参加）
- 1981年 - ドキュメンタリー「がん宣告」（文化庁芸術祭参加、テレビ技術大賞受賞）
- 1981年-1984年 - NHK特集「シルクロード」（1984年朝日賞受賞）
- 1985年 - シリーズ「中村元・インドこころの旅」
- 1986年 - シリーズ「加藤周一・日本そのこころと形」
- 1991年 - NHKスペシャル「アインシュタインロマン」（ヒューストン国際映像祭銀賞、イタリア賞正式参加）
- 1993年 - NHKスペシャル「チベット死者の書」（国際ホスピス学会ベストドキュメンタリー賞受賞）
- 1997年- - インターネットドキュメンタリー「地球法廷」シリーズ
- 1999年 - 「エンデの遺言〜根源からお金を問う〜」（ギャラクシー賞受賞）
- 2000年 - シリーズ「未来への教室」（日本賞受賞）
- 2002年 - NHKスペシャル「長崎の子・映像の記憶〜原子雲の下に生きて〜」[2]（児童福祉賞受賞）
- 2003年 - テレビ放送開始50年企画・アジアの若い世代と環境問題を考える「未来への航海」プロジェクト
- 2005年 - ユネスコとの共同制作「世界遺産」プロジェクト開始
- 2007年 - 東京芸術大学創立120年関連企画「日本人と自画像」
- 2010年 - 映画「しかしそれだけではない〜加藤周一幽霊との対話〜」プロデューサー

## 著書
- 『75分間の残照 ドキュメンタリー『がん宣告』の誕生』グリーンアロー・ブックス、1982
- 『新藤兼人の大老人』日本放送出版協会　1997
- 『藝大生の自画像 四八〇〇点の卒業制作』日本放送出版協会　2007

### 共著
- 『昭和二十年夏の日記 八月十五日』編著　博文館新社,1985　のち角川文庫
- 『NHKアインシュタイン・ロマン 第6巻　エンデの文明砂漠 ミヒャエル・エンデと文明論』ミヒャエル・エンデ共編著 田村都志夫訳　日本放送出版協会　1991
- 『チベット死者の書 仏典に秘められた死と転生』林由香里共著　日本放送出版協会　1993　NHKスペシャル　のちNHKライブラリー
- 『エンデの遺言 根源からお金を問うこと』グループ現代共著　日本放送出版協会　2000　のち講談社+α文庫
- 『エンデの警鐘 地域通貨の希望と銀行の未来』坂本龍一共編著　日本放送出版協会　2002
- 『だれでも持っている一粒の種 生活クラブ生協レッスンone』榊田みどり共著 ランダムハウス講談社　2009

### 販売DVD
- 『加藤周一・日本そのこころと形』（ジブリ学術ライブラリー）
- 『アインシュタインロマン』（NHKエンタープライズ）
- 『チベット死者の書』（ジブリ学術ライブラリー）